# Butești (Mogos község)
Butești falu Romániában, Erdélyben, Fehér megyében.

## Fekvése
Valeabarni közelében fekvő település.

## Története
Buteşti korábban Valeabarni része volt. 1956 körül vált külön 24 lakossal.
1966-ban 94, 1977-ben 88, 1992-ben 54, 2002-ben pedig 35 román lakosa volt.